# Sandrine Bailly
Sandrine Bailly (n. 25 noiembrie 1979, Belley, Rhône-Alpes, Franța) este o biatlonistă franceză, medaliată olimpică. A participat la 3 ediții ale Jocurilor Olimpice (2002, 2006, 2010) în care a câștigat o medalie de argint și o medalie de bronz.